# پاترنا دل مادرا

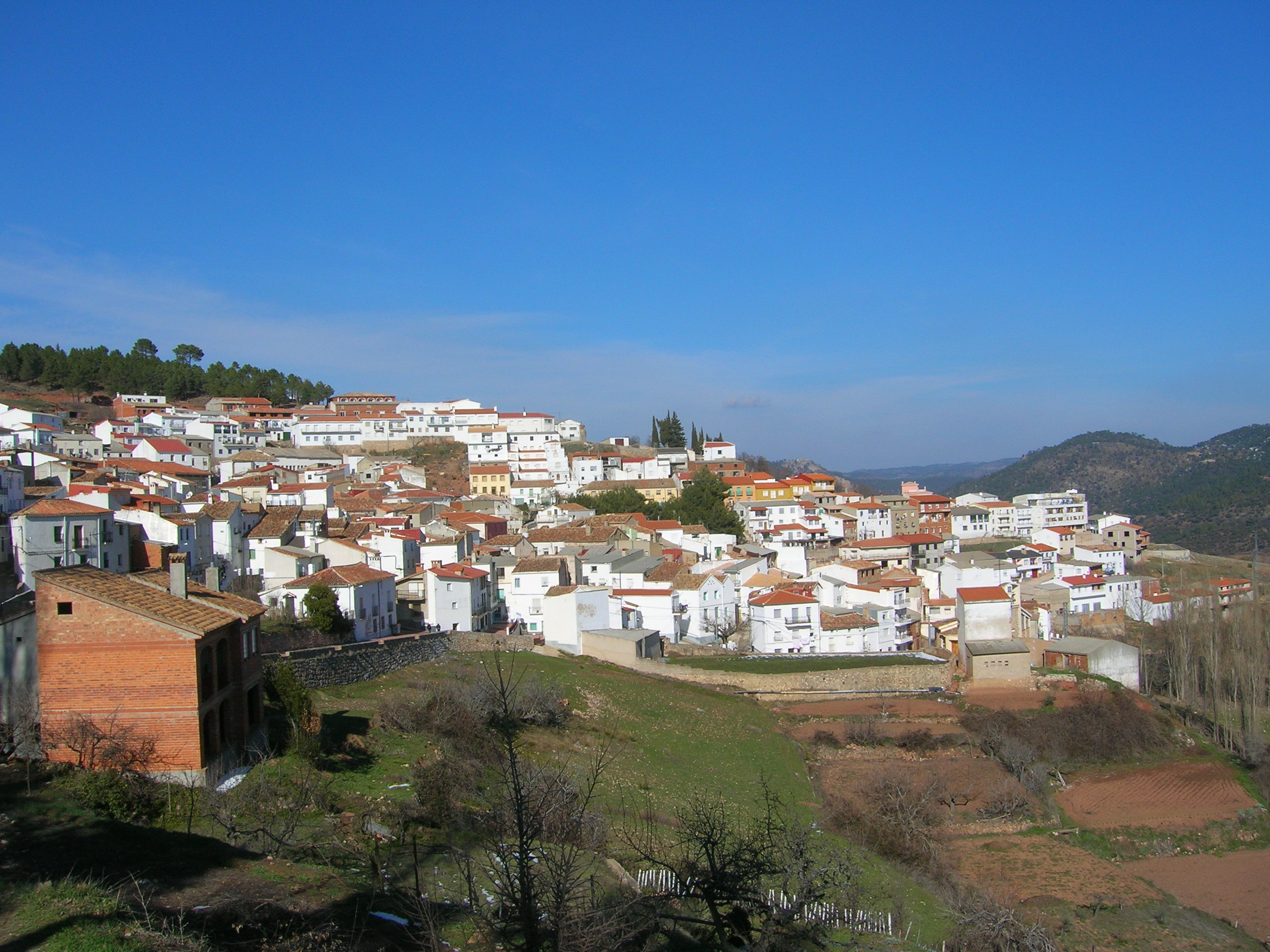
نمایی از دهستان پاترنا دل مادرا در استان آلباسته - ۲۰۰۶

پاترنا دل مادرا دهستانی در استان آلباستهٔ اسپانیا است.
در این دهستان ۴۸۴ نفر زندگی می‌کنند. مساحت این دهستان ۱۱۲٫۳۸ کیلومتر مربع است.